# Lijst van wielrenners - U
Dit is een lijst van wielrenners met als beginletter van hun achternaam een U.

## Ui
- Elise Uijen
- Meike Uiterwijk Winkel

## Ul
- Diego Ulissi
- Jan Ullrich (der Jan / Ulle)
- Sarah Ulmer

## Um
- Gintautas Umaras

## Un
- Jon Unzaga

## Ur
- Rigoberto Urán
- Unai Uribarri
- Valentin Uriona
- Pablo Urtasun
- Sascha Urweider

## Ut
- Cecilie Uttrup Ludwig

A · B · C · D · E · F · G · H · I · J · K · L · M · N · O · P · Q · R · S · T · U · V · W · X · Y · Z